# Gustavo de Faria
Paulo Gustavo Coutinho de Faria (Rio de Janeiro, 15 de fevereiro de 1937) é um advogado, jornalista, professor, empresário, escritor, editor e político brasileiro. Exerceu o mandato de deputado federal constituinte em 1988.

## Vida Pessoal
Filho de Isabel Maria Dale de Faria e Gustavo de Faria. Gustavo estudou no High School Joan Darc, em Nova Iorque. Seguindo os passos do pai, um General, foi aluno da Escola Militar do Rio de Janeiro, ingressando na Academia Militar das Agulhas Negras, conquistando a patente de capitão em 1965 e em 1979 a de coronel através da Lei da Anistia.
Fundou a Editora Guavira, pela qual publicou diversos livros de autoria própria. Se formou em ciências jurídicas e sociais pela Faculdade de Direito da Universidade Federal do Rio de Janeiro (UFRJ).
Casou-se no dia 22 de outubro de 1964 com Djane Bouças, com quem teve 3 filhos.

## Carreira Política
Em 1982, Faria se candidata a Deputado Federal pelo Rio de Janeiro, se elegendo através do Partido do Movimento Democrático Brasileiro (PMDB).
Foi  favorável a  emenda Dante de Oliveira, para a aprovação do voto direto em eleições e contrário à Lei de Informática, que pretendia manter o poder do SNI, Sistema Nacional de Informação, órgão criado pelos militares, ao invés de auxiliar a indústria nacional.
Com o término da Ditadura Militar, Faria votou em Tancredo Neves para o cargo de Presidente do Brasil. Apesar de vitorioso, Tancredo faleceu antes de assumir o cargo, com isso, o vice-presidente José Sarney assumiu a presidência do país.
Em 1986, elegeu-se  deputado federal constituinte e no ano seguinte  do Instituto de Previdência dos Constituintes (IPC). Saiu do cargo em 1989 e logo em seguida foi acusado de fraude pela imprensa durante seu período de gerência do Instituto, que alegava que o deputado teria recebido debêntures no valor de 10 milhões de dólares. Uma auditoria realizada pelo próprio IPC afastou Gustavo de Faria do cargo, fato que levou a sua resignação do PMDB e à produção do livro Eu acuso ou a farsa do IPC, de autoria própria e publicado pela Editora Guavira.
Em 28 de junho de 1989 Gustavo de Faria desfiliou se  do PMDB, cuja Executiva Nacional já tinha decidido por seu afastamento.No dia 3 de abril de 1990, A Comissão de Constituição e Justiça (CCJ) da Câmara aprovou por unanimidade a cassação do seu mandato.No entanto o deputado renunciou ao mandato, antes que a sua legislatura  fosse  votada em plenário, alegando de que não teve direito  de apresentar defesa, nem de ter as contas do IPC periciadas por auditores.
Sua cadeira na congresso nacional foi substituída pelo suplente Ernâni Boldrim, também do PMDB,  e publicou um livro intitulado Eu acuso — ou a farsa do IPC, no qual questiona as acusações, além de apresentar resultados de auditorias que absolvessem das acusações.
Em 1993 foi sentenciado e teve que devolver 3,2 bilhões de cruzeiros ao  caixa do IPC. Ainda no mesmo ano, por decisão unânime do Superior Tribunal Federal (STF) suspeito  de desviar verbas e de crime de apropriação indébita, tornando se  réu de ação penal. A denúncia foi elaborada Aristides Junqueira pelo procurador-geral da República.

Gustavo de Faria publicou, alguns livros, dentre eles,   Filiação partidária, Alagoas — o grande avanço, Amazônia é novo Brasil, Maceió — modelo urbanístico do Nordeste, Mato Grosso — do garimpo ao computador, Soletre Mobral e leia Brasil.